# Jämtöfjord
De Jämtöfjord is een langgerekt (circa 4 bij 0,5 km) meer in Zweedse, in de gemeente Luleå. Het meer was ooit een fjord aan de Botnische Golf, maar door stijging van het gebied, door de postglaciale opheffing is het bijna van de zee afgesneden. De Jämtörivier zorgt voor de afwatering. Het noorden van de Jämtöfjord heeft een eigen naam: Högsöfjord, dus is een fjord in een fjord. De Jämtöfjord wordt door de Europese weg 4 in tweeën verdeeld. Door het eiland Bodön wordt het gescheiden van de Vitäfjord, die meer naar het noorden ligt.